# ディラン・フォーシット
ディラン・フォーシット（Dylan Fawsitt、1990年7月24日 - ）は、メジャーリーグラグビー、ラグビー・ユナイテッド・ニューヨークに所属するラグビー選手でチームの主将。

## プロフィール
- アイルランド・ウェックスフォード出身[1]。
- ポジションはフッカー(HO)。
- 身長 183cm、体重 107kg
- アメリカ代表キャップは15（2021年2月現在）でラグビーワールドカップ2019のアメリカ代表に選ばれた[2]。

## 略歴
オハイオ・アビエーターズを経て、2018年、ラグビー・ユナイテッド・ニューヨークに加入。  
2020年、ラグビー・ユナイテッド・ニューヨークの主将に就任。  